# Protecție solară

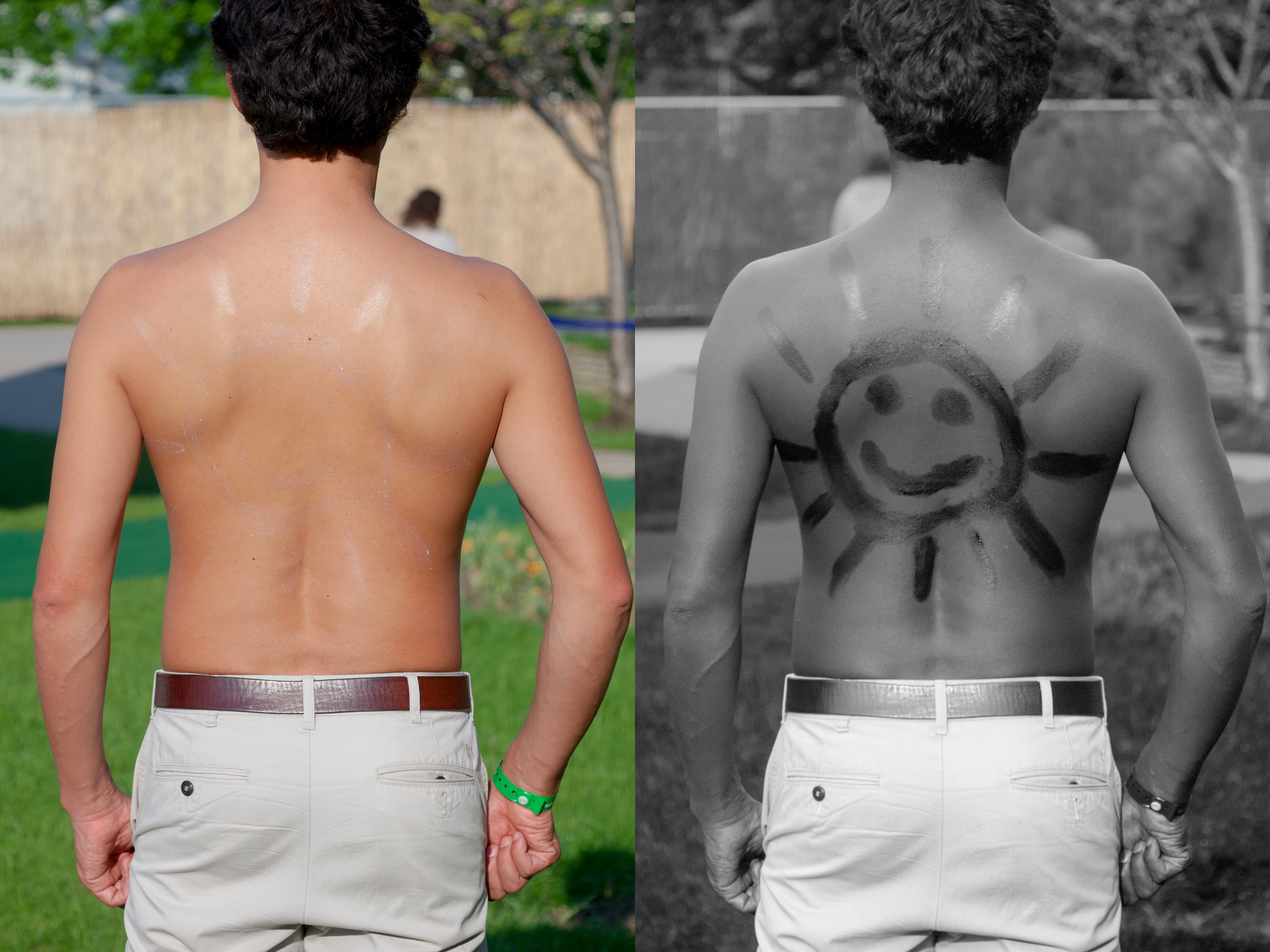
Aplicarea unei creme de protecție solară, în lumină normală (stânga) și lumină ultravioletă (dreapta)

Produsele pentru protecție solară sunt produse utilizate topic, pe piele, cu scopul de a proteja împotriva arsurilor solare și pentru a preveni cancerele de piele. Formele sub care sunt disponibile sunt loțiuni, spray, geluri, spume, batoane, pulberi, sau alte produse cu administrare topică. 

## Clasificare
Produsele de protecție solară pot fi clasificate în funcție de tipul ingredientelor active prezente în formulă (compuși anorganici sau molecule organice), astfel:
- produse minerale, având doar compuși anorganici (oxid de zinc și/sau dioxid de titan); aceste ingrediente acționează în primul rând prin absorbția razelor UV, dar și prin reflexie și refracție;[2][3]
- produse chimice, având doar compuși organici; acționează în principal prin absorbția razelor UV;[4][5]
- produse hibride, având o combinație de compuși anorganici și organici.